# Justin Jones
Justin Maurice Jones (El Bronx, Nueva York, 28 de agosto de 1996) más conocido como Justin Jones, es un jugador profesional estadounidense de fútbol americano que se desempeña en la posición de defensive tackle en Chicago Bears, equipo de la National Football League (NFL).

## Carrera
Fue seleccionado en la tercera ronda en la Reunión Anual de Selección de Jugadores de la NFL de 2018. Hizo su debut profesional con el equipo Los Angeles Chargers, en el cual jugó cuatro temporadas (2018-2022), luego pasó a Chicago Bears, donde lleva jugando dos temporadas.